# Hackett, Arkansas
Hackett là một thành phố thuộc quận Sebastian, tiểu bang Arkansas, Hoa Kỳ. Năm 2010, dân số của thành phố này là 812 người.

## Dân số
- Dân số năm 2000: 694 người.
- Dân số năm 2010: 812 người.